# ساني كولين
ساني كولين (مواليد 23 مارس 1996) هي لاعبة هوكي حقل هولندية،حصلت على الميدالية الذهبية مع منتخب هولندا في أولمبياد 2020.

## وصلات خارجية
- ساني كولين على موقع الاتحاد الدولي للهوكي (الإنجليزية)
- ساني كولين على موقع اللجنة الأولمبية الدولية (الإنجليزية)
- ساني كولين على موقع أوليمبيديا (الإنجليزية)
- ساني كولين على موقع تيم أن.أل (الهولندية)